# Le Merlerault
Le Merlerault is een plaats en voormalige gemeente in het Franse departement Orne in de regio Normandië. Le Merlerault telde op 1 januari 2022 754 inwoners. De plaats maakt deel uit van het arrondissement Mortagne-au-Perche.

## Geschiedenis
Le Merlerault is op 1 januari 2025 gefuseerd met de gemeenten Les Authieux-du-Puits, La Genevraie, Godisson en Nonant-le-Pin tot de gemeente Merlerault-le-Pin, waarvan Le Merlerault de hoofdplaats werd.

## Geografie
De oppervlakte van Le Merlerault bedroeg op 1 januari 2022 19,1 vierkante kilometer; de bevolkingsdichtheid was toen 39,5 inwoners per km².

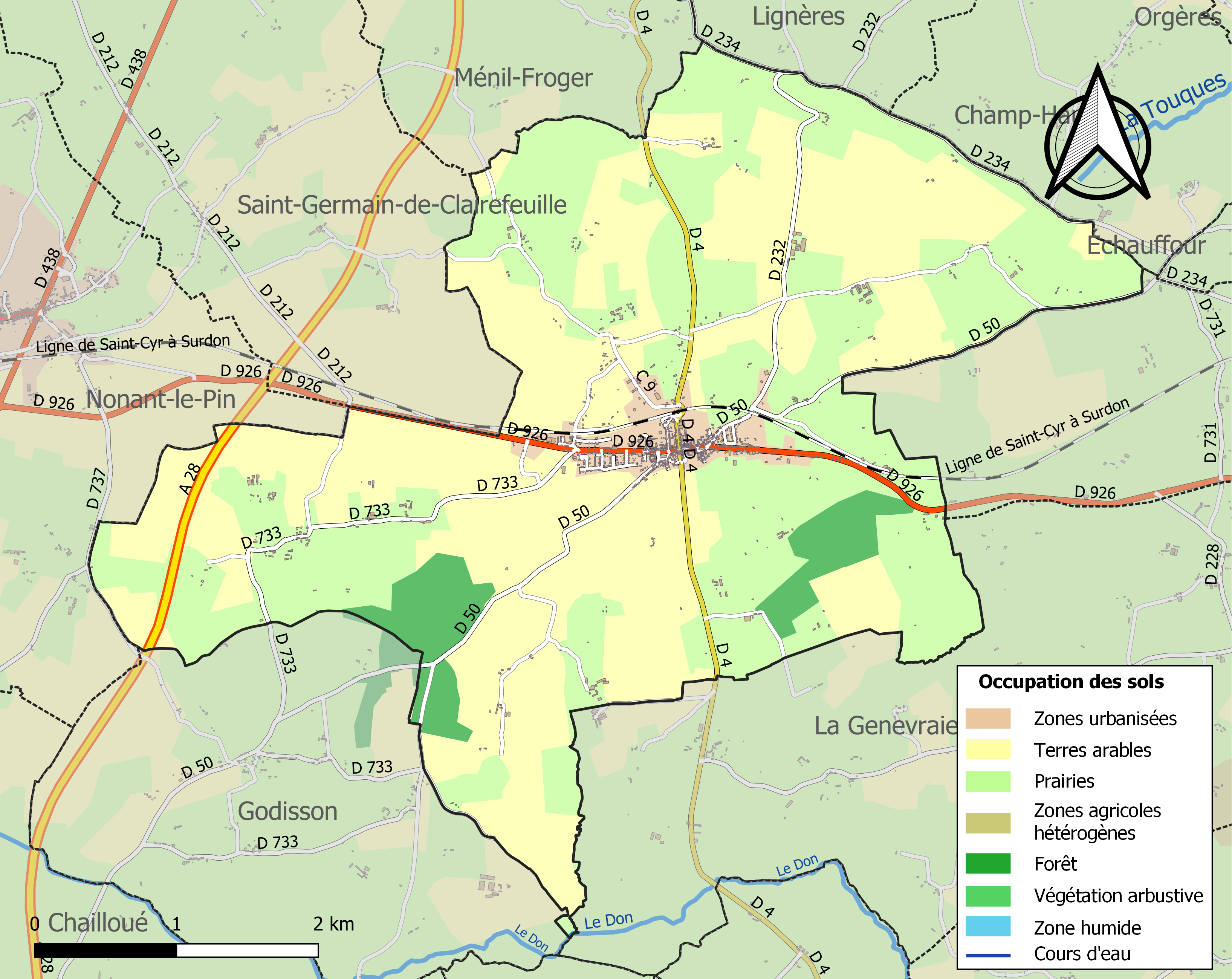
Kaart van de belangrijkste infrastructuur, bodemgebruik en omliggende gemeenten

## Demografie
Onderstaande figuur toont het verloop van het inwonertal (bron: INSEE-tellingen).
Les Authieux-du-Puits · La Genevraie · Godisson · Le Merlerault · Nonant-le-Pin